# 圣母玛利亚大学教堂
圣母玛利亚大学教堂（University Church of St Mary the Virgin）是牛津最大的本堂，位于牛津中心高街北侧，北侧是拉德克利夫广场，周围被牛津大学建筑环绕。
该堂的尖顶被一些教会历史学家称为英格兰最美丽的尖顶之一。其13世纪的钟楼向公众收费开放，登塔可欣赏牛津中心区景色。

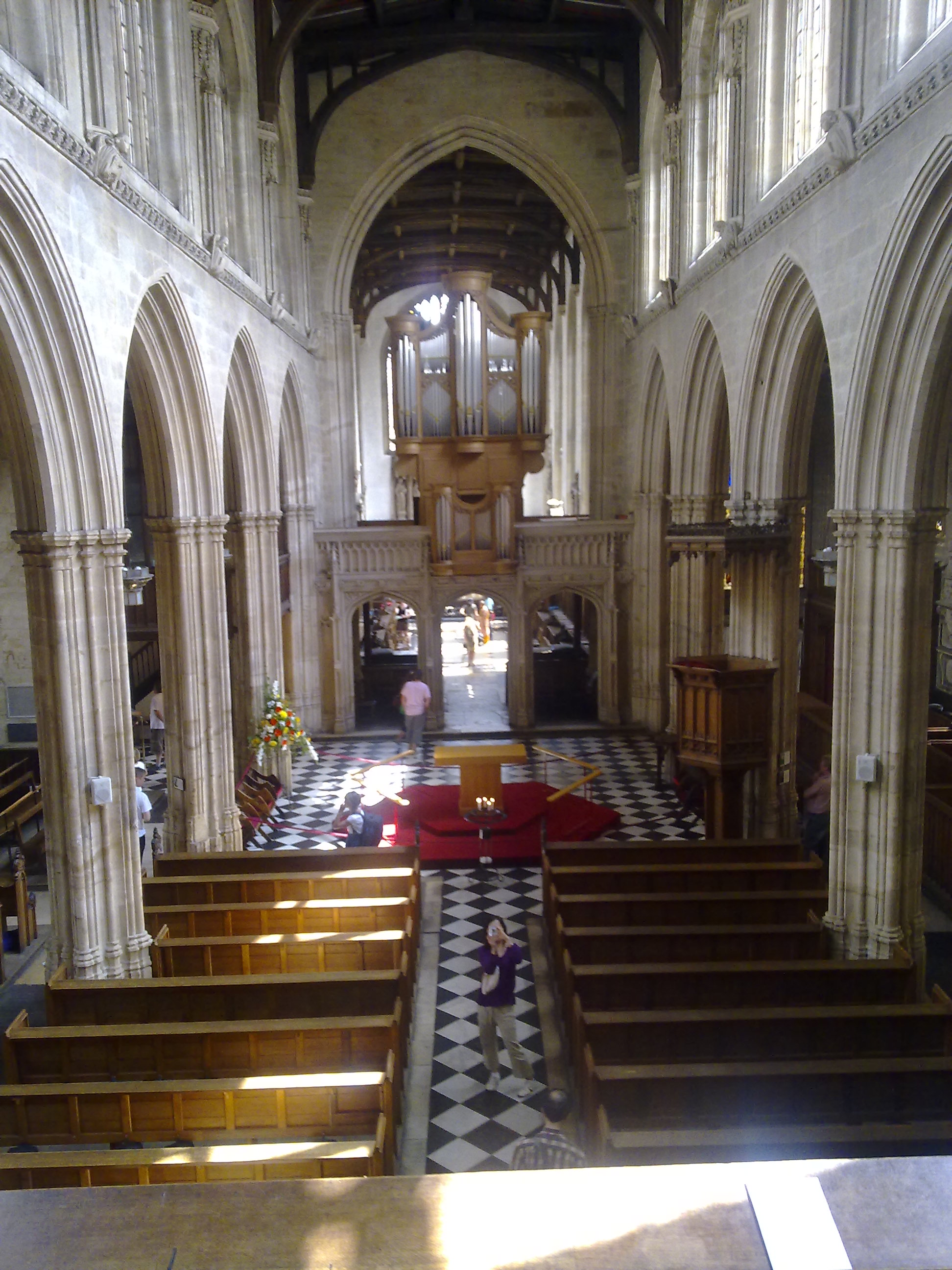
内部